# Mali i olympiska sommarspelen 1980
Mali deltog i de olympiska sommarspelen 1980 med en trupp bestående av sju deltagare, sex män och en kvinna, vilka deltog i sju tävlingar i tre sporter. Ingen av landets deltagare erövrade någon medalj.

## Boxning
Bantamvikt
- Moussa Sangare
  - Första rundan -- förlorade (0-5) mot  Lucky Mutale (ZAM)

## Friidrott
Damernas 800 meter
- Fatalmoudou Touré
  - Heat — 2:19,71 (gick inte vidare)

Herrarnas 100 meter
- Salif Koné
  - Heat — 11,07 (gick inte vidare)

Herrarnas diskus
- Namakoro Niaré
  - Kval — 57,34m (gick inte vidare)

## Judo
Herrarnas -60 kg
- Habib Sissoko (19:e plats)
  - Första rundan -- förlorade mot  Ahmed Moussa (ALG)

Herrarnas 65 kg
- Abdoulaye Thera (19:e plats)
  - Första rundan -- förlorade mot  José Antonio Branco (POR)

Herrarnas 71 kg
- Paul Diop (19:e plats)
  - Första rundan -- förlorade mot  Halldor Gudjörnsson (ISL)